# 中国梅花草
中国梅花草（学名：Parnassia chinensis）为卫矛科梅花草属下的一个种。

## 变种
中国梅花草下有两个变种：
- [3]
- 四川梅花草[4][5]